# قره محمد باشا (قبطان)
قره محمد باشا هو ضابط عثماني أصبح قبطان باشا لفترة وجيزة في عام 1822 أثناء حرب الاستقلال اليونانية.
شغل قره باشا سابقًا منصب قائد عام المدفعية، ووُكّل إليه في يناير 1822 قيادة القوات البرية المرسلة لتعزيز الحاميات العثمانية في اليونان المتمردة، وهبط بقواته في باتراس في نهاية فبراير.
بعد وفاة قبطان باشا في 18 يونيو على يد قسطنطين كاناريس، عُيّن قره محمد ياشا، الذي كان لا يزال في باتراس، في هذا المنصب. أُرسل الأسطول العثماني من إسطنبول عبر بحر إيجة لجلبه وتولى القيادة في بداية أغسطس.
تحرّك الأسطول العثماني من باتراس في 8 سبتمبر من أجل إمداد بلدة نوبليا المحاصرة، لكن فشلت العملية وانسحب قره محمد بقواته إلى خليج سودا.
بعد أعمال غير حاسمة في السيكلادس، حشد الأسطول العثماني إلى تينيدوس. هاجم اليونايون الأسطول في 10 نوفمبر، وفقدت سفينة من طابقين أحرقها كاناريس. لجأ الأسطول العثماني المنكوب إلى الدردنيل وانضم إلى قاعدته في إسطنبول.
في نهاية العام، اٌقيل قره محمد من منصبه وحل محله خسرو محمد باشا.

## أنظر أيضا
- قائمة قباطين البحر العثمانيين.